# Frei-Laubersheim
Frei-Laubersheim est une municipalité allemande située dans le land de Rhénanie-Palatinat et l'arrondissement de Bad Kreuznach.